# Ercse Margit
Ercse Margit (Budapest, 1939. június 26. – Budapest, 2019. szeptember 23.) Liszt Ferenc-díjas magyar opera-énekesnő (mezzoszoprán, szoprán), énektanár. 

## Élete
1965-ben ének művész-tanári, 1967-ben operaénekesi diplomát szerzett a Liszt Ferenc Zeneművészeti Főiskolán. 
Első évadát, 1966–67-ben a Pécsi Nemzeti Színházban töltötte, ahol Handel Julius Caesar Egyiptomban c. operájának Corneliájaként debütált 1966. november 25-én. Az 1968–69-es évadban ösztöndíjasa, a következő szezontól 1996-ig az Operaház magánénekese. Itt 1968. május 25-én debütált a Salome rabszolgájaként. Vendégszerepelt a kelet-berlini állami operában, a prágai Nemzeti Színházban, Kölnben, Grazban, Marseille-ben, Svájcban, Olaszországban, a Szovjetunióban. 
Mezzoszoprán alakok mellett számos hochdramatischer szoprán szerepet is megszólaltatott. Oratóriuménekesként is rendszeresen hallható volt.
A színpadtól való visszavonulása után énektanárként működött.

## Szerepei
- Vincenzo Bellini: Norma – Adalgisa
- Georges Bizet: Carmen – Mercedes
- Erkel Ferenc: Bánk bán – Gertrudis
- Faragó Béla: A titok
- Charles Gounod: Faust – Marthe Schwertlein
- Georg Friedrich Händel: Julius Caesar Egyiptomban – Cornelia
- Pietro Mascagni: Parasztbecsület – Lola
- Wolfgang Amadeus Mozart: Così fan tutte – Dorabella
- Wolfgang Amadeus Mozart: A varázsfuvola – Első hölgy; Második hölgy
- Jacques Offenbach: Hoffmann meséi – Antonia anyjának hangja
- Giacomo Puccini: Angelica nővér – Apátnő
- Giacomo Puccini: Gianni Schicchi – Ciesca
- Ránki György: Az ember tragédiája – Cluvia; Éva anyja
- Ottorino Respighi: A láng – Agnese
- Gioachino Rossini: A sevillai borbély – Berta
- Johann Strauss d. S.: A cigánybáró – Mirabella
- Richard Strauss: Salome – Rabszolga
- Richard Strauss: Elektra – címszerep
- Richard Strauss: A rózsalovag – Annina
- Szokolay Sándor: Ecce homo – Pinelopi
- Giuseppe Verdi: A trubadúr – Azucena
- Giuseppe Verdi: Rigoletto – Maddalena; Giovanna
- Giuseppe Verdi: A végzet hatalma – Preziosilla
- Giuseppe Verdi: Don Carlos – Eboli hercegnő
- Giuseppe Verdi: Aida – Amneris; Főpapnő
- Richard Wagner: A bolygó hollandi – Mary
- Richard Wagner: Tannhäuser – Vénusz
- Richard Wagner: Lohengrin – Ortrud
- Richard Wagner: A Nibelung gyűrűje – Brünnhilde; Wellgunde; Fricka; Roßweiße

## Tv-filmje
- Angelica nővér (1985, magyar)

## Díjai, elismerései
- Liszt Ferenc-díj (1976)